# Hémopéritoine
Un hémopéritoine est un épanchement de sang dans la cavité péritonéale. Il survient en cas de rupture d'un viscère ou d'un vaisseau sanguin contenu dans cette cavité ou contigu à sa paroi. En général secondaire à un traumatisme, il menace le pronostic vital immédiat. Évoqué d'après l'examen clinique, il peut être confirmé en imagerie, le plus souvent par échographie ou scanner. Le traitement nécessite en principe des mesures de réanimation et une intervention chirurgicale dans les plus brefs délais.
Un faible hémopéritoine est fréquent lors d'une dialyse péritonéale, le plus souvent de résolution spontanée.